# 木梨口駅
木梨口駅（きなしぐちえき）は、かつて広島県尾道市美ノ郷町白江に位置していた、尾道鉄道の駅（廃駅）である。

## 概要
単式ホーム1面1線の構造で、木造の駅舎を設けていた。鉄道廃止後は、ホームと駅舎は撤去され、国道184号の歩道部分となっている。

## 歴史
- 1932年（昭和7年）4月1日：開業[2]。
- 1964年（昭和39年）8月1日：尾道 - 石畦間の廃止に伴い閉鎖。

## 駅周辺
- 丸和石油尾道インター給油所
- 三成八幡神社
- 中国バス・おのみちバス「木梨口」バス停（国道184号）

## 隣の駅
尾道鉄道
尾道鉄道線
三成駅 - 木梨口駅 - 遊亀橋駅